# Tomasz Dunin
Tomasz Dunin (ur. 21 grudnia 1687, zm. 1758), polski duchowny katolicki, jezuita.
Pochodził z Wołynia. 28 grudnia 1702 wstąpił do zakonu jezuitów. Pracował w zakonnych domach nauki w Lublinie, Lwowie i Krakowie, wykładając filozofię i teologię; pełnił funkcję rektora nowicjatu w Krakowie, rektora w Kaliszu, rektora kościoła św. Piotra w Krakowie. Od października 1743 do marca 1747 był prowincjałem polskim zakonu; przyczynił się do rozwoju szkolnictwa jezuickiego, wydając decyzję o druku podręczników. W styczniu 1756 po utworzeniu w Rzymie polskiej asystencji jezuitów został wybrany na pierwszego asystenta.

## Źródła
- Stanisław Bednarski, Tomasz Dunin, w: Polski Słownik Biograficzny, tom VI, 1948